# Un papà da Oscar
Un papà da Oscar (See Dad Run) è una serie televisiva statunitense prodotta da Scott Baio. È andata in onda negli Stati Uniti su Nick at Nite (Nickelodeon) dal 6 ottobre 2012 al 4 dicembre 2014. In Italia è stata trasmessa da Nickelodeon dal maggio 2016, e dal 21 dicembre su Paramount Channel.

## Episodi
| Stagioni         | Episodi | Prima TV USA | Prima TV Italia |
| ---------------- | ------- | ------------ | --------------- |
| Prima stagione   | 20      | 2012-2013    | 2016            |
| Seconda stagione | 15      | 2013-2014    | 2016-2017       |
| Terza stagione   | 16      | 2014         | 2017            |